# Thinicola incana
Genre
Espèce
Synonymes
- Templetonia incana (Benth.) Polhill[1]

Thinicola incana est une espèce de plantes à fleurs dicotylédones de la famille des Fabaceae, sous-famille des Faboideae, originaire d'Australie. C'est l'unique espèce acceptée du genre Thinicola (genre monotypique).